# Grace Holloway
Dra. Grace Holloway é a personagem fictícia interpretada por Daphne Ashbrook, no filme televisivo de 1996 Doctor Who, a continuação da série de ficção científica da BBC Doctor Who. A cardiologista de San Francisco em 1999, assistente do Oitavo Doutor (Paul McGann). Ela o ajuda a derrotar o seu inimigo Senhor do Tempo regenerado, o Mestre (Eric Roberts).

## História
Quando o Sétimo Doutor entra na Terra em 30 de dezembro de 1999 em São Francisco, ele é morto a tiros por uma gangue nas ruas de Chinatown. Inconsciente de sua fisiologia alienígena, Grace o mata acidentalmente quando ela tenta operá-lo. Em seguida, ele se regenera em sua oitava encarnação, e envolve Grace em sua luta para evitar o Mestre de abrir o Olho de Harmonia, e destruindo a Terra no golpe da meia-noite no dia de Ano Novo de 2000. No final, o Doutor se oferece para levá Grace junto com ele na TARDIS, mas Grace declina, preferindo ficar para trás e aplicar "as lições que aprendi com ele".
Grace é descrita pelo doutor como "cansada da vida, mas com medo de morrer." Ela é uma pessoa calorosa e compassiva que estava desiludida no início da vida, quando ela percebeu que ela não conseguia segurar a morte. Como resultado, ela coloca em um frio, indiferente frente em um esforço para se proteger de seus sentimentos e para mascarar sua própria insegurança. Ela percebe isso ao longo de sua aventura com o Doutor e aprende a sentir esperança novamente, colocando-o sob a forma de o doutor, um alienígena que pode literalmente reviver a vida, bem como recuperar a confiança em si mesma como um médico/doutor  como pessoa. Ela também desenvolve rapidamente uma ligação romântica com o Doutor, afirmando em um ponto, "eu finalmente encontrei o cara certo e ele é de outro planeta."